# Ретиноевая кислота
Ретиноевая кислота — органическое вещество, метаболит витамина A1 (ретинола). Опосредует функции витамина A1, необходимые для роста и развития. Ретиноевая кислота необходима для хордовых животных от рыб до человека. В ходе раннего эмбрионального развития ретиноевая кислота образуется в особом регионе эмбриона и участвует в определении позиции эмбриона по передне-задней оси, действуя как межклеточная сигнальная молекула, направляющая развитие задней части эмбриона. Ретиноевая кислота действует на Hox-гены, которые отвечают за детерминацию головного и хвостового отделов эмбриона на ранних стадиях развития.
Основной изомер — транс-ретиноевая кислота по всем положениям, тогда как 13-цис- и 9-цис-ретиноевые кислоты представлены с гораздо меньшим уровнем. Ключевая роль транс-ретиноевой кислоты в эмбриональном развитии объясняет высокий уровень тератогенности фармацевтических ретиноидов, таких как изотретиноин (13-цис-ретиноевая кислота), который используется при лечении рака и акне. Супервысокие пероральные дозы транс-рениноевой кислоты также обладают тератогенным действием по той же причине.

## Механизм биологического действия
Транс-ретиноевая кислота действует путём связывания с рецептором ретиноевой кислоты (RAR), связанным с ДНК в виде гетеродимера с ретиноидным X рецептором (RXR) в областях, называемых RARE (retinoic acid response elements). Связывание ретиноевой кислоты с рецептором приводит к изменению конформации рецептора, связыванию других белков, что в конечном итоге вызывает индукцию или репрессию транскрипции соседних генов, включая Hox-гены и некоторые другие гены-мишени. Рецептор ретиноевой кислоты опосредует транскрипцию различных наборов генов, контролирующих дифференцировку различных типов клеток, причём регуляция генов зависит от типа клетки. В некоторых клетках одним из генов-мишеней является ген самого рецептора, что в результате усиливает ответ. Контроль за уровнем ретиноевой кислоты осуществляется целым рядом белков, которые участвуют в её синтезе и деградации.
Молекулярный механизм взаимодеятвия между транс-ретиноевой кислотой и Hox-генами изучался с на трансгенных животных с зелёным флуоресцентным белком в качестве репортёрного гена. Исследования идентифицировали рецепторы RARE, локализованные по соседству с некоторыми Hox-генами, включая Hoxa1, Hoxb1, Hoxb4, Hoxd4, что предполагает прямое взаимодействие между генами и ретиноевой кислотой.
В косметической продукции наряду с трансретиноевой кислотой используется производное ретиноевой кислоты гидроксипинаколон ретиноат (hydroxypinacolone retinoate). Он имеет такое же биологическое действие, как и чистый ретинол, при этом более стабилен и вызывает меньшее раздражение на коже.

## Биосинтез
транс-Ретиноевая кислота может синтезироваться в организме в ходе двух последовательных реакций окисления транс-ретинола сначал в ретинальдегид (ретиналь), а затем в транс-ретиноевую кислоту. Однако обратная реакция не происходит и после образования ретиноевая кислота не может быть восстановлена до ретинальдегида. Ферменты, участвующие в биосинтезе ретиноевой кислоты, для регулирования уровня последней включают ретинолдегидрогеназу (Rdh10), которая метаболизирует ретинол в ретинальдегид, и три типа ретинальдегиддегидрогеназ: RALDH1 (ALDH1A1), RALDH2 (ALDH1A2) и RALDH3 (ALDH1A3), которые метаболизируют ретинальдегид в ретиноевую кислоту. Ферменты, которые метаболизируют избыток транс-ретинола для предотвращения его токсичности, включают алкогольдегидрогеназу и цитохром P450 (cyp26).